# Geitersdorf
Geitersdorf ist ein Ortsteil der Stadt Rudolstadt im Landkreis Saalfeld-Rudolstadt in Thüringen.

## Geografie
Am östlichen Hang des bis zu 600 Metern hohen Muschelkalkbergzuges, der das Schönefeld vom Tal Remda–Rudolstadt trennt, liegt Geitersdorf in einem kleinen Kessel, der am Ausgang in östlicher Richtung nicht bewaldet ist. Diese schöne Lage ist für Erholungssuchende geeignet und wird auch von den Bewohnern seit jeher genutzt. Über eine Stichstraße zur nahe vorbeiführenden Bundesstraße 85 ist das Dörfchen gut erreichbar.

## Geschichte
Geiterdorf wurde 1350 erstmals urkundlich erwähnt. Der Ort war von jeher land- und waldwirtschaftlich geprägt und verband dies mit Gästebetreuung.
1637 wurde die Kirche gebaut, nachdem die Vorgängerkirche abgebrannt war.
Der Ort gehörte bis 1733 den Besitzern von Schloss Kochberg, dann kam er als Exklave zum Herzogtum Sachsen-Gotha-Altenburg und wurde als Amtsort der Herrschaft Oberkranichfeld angegliedert. 1825 gelangte Geitersdorf durch einen Gebietsaustausch zur Oberherrschaft des Fürstentums Schwarzburg-Rudolstadt. 1918 kam der Ort zum Freistaat Schwarzburg-Rudolstadt und 1920 schließlich zum Land Thüringen.
Am 1. Januar 1997 bildeten Geitersdorf, die Städte Remda und Teichel sowie neun weitere Orte die neue Stadt Remda-Teichel. Zum 1. Januar 2019 wurde Geitersdorf im Zuge der Eingemeindung von Remda-Teichel ein Stadtteil von Rudolstadt.